# República de Batumi

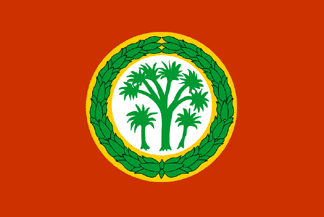
Bandera de la República de Batum.

La República de Batumi (ბათუმის რესპუბლიკა/Batumis Respublika) fue un Estado que existió entre enero y julio de 1919. Su comienzo se dio cuando el ejército británico tomó el control de Batumi, tras la evacuación turca al final de la Primera Guerra Mundial. En julio de ese mismo año, los británicos se retiraron del territorio. La república se disolvió y se integró en Georgia.
- Datos: Q2776615
- Multimedia: Republic of Batumi / Q2776615